# 2024-es DTM-szezon
A 2024-es Deutsche Tourenwagen Masters-szezon a bajnokság huszonötödik szezonja volt a sorozat 2000-es visszatérése óta és a negyedik a GT3-as érában. A szezon április 27-én vette kezdetét az Oscherslebenben található Motorsport Arena Oschersleben pályán, és október 20-án fejeződött be a Hockenheimringen.

## Csapatok és versenyzők
| Gyártó       | Autó                          | Motor                             | Csapat                    | Rajtszám | Versenyző             | Forduló  |
| ------------ | ----------------------------- | --------------------------------- | ------------------------- | -------- | --------------------- | -------- |
| Audi         | Audi R8 LMS Evo II            | Audi DAR 5.2 L V10                | Red Bull – Team ABT       | 3        | Kelvin van der Linde  | Összes   |
| Audi         | Audi R8 LMS Evo II            | Audi DAR 5.2 L V10                | Red Bull – Team ABT       | 7        | Ricardo Feller        | Összes   |
| BMW          | BMW M4 GT3                    | BMW S58B30T0 3.0 L Twin Turbo I6  | Schubert Motorsport       | 11       | Marco Wittmann        | Összes   |
| BMW          | BMW M4 GT3                    | BMW S58B30T0 3.0 L Twin Turbo I6  | Schubert Motorsport       | 31       | Sheldon van der Linde | Összes   |
| BMW          | BMW M4 GT3                    | BMW S58B30T0 3.0 L Twin Turbo I6  | Schubert Motorsport       | 33       | René Rast             | Összes   |
| Ferrari      | Ferrari 296 GT3               | Ferrari F163 3.0 L Twin Turbo V6  | Emil Frey Racing          | 14       | Jack Aitken           | Összes   |
| Ferrari      | Ferrari 296 GT3               | Ferrari F163 3.0 L Twin Turbo V6  | Emil Frey Racing          | 69       | Thierry Vermeulen     | Összes   |
| Lamborghini  | Lamborghini Huracán GT3 Evo 2 | Lamborghini DGF 5.2 L V10         | GRT Grasser Racing Team   | 19       | Luca Engstler         | Összes   |
| Lamborghini  | Lamborghini Huracán GT3 Evo 2 | Lamborghini DGF 5.2 L V10         | GRT Grasser Racing Team   | 63       | Christian Engelhart   | 1-3      |
| Lamborghini  | Lamborghini Huracán GT3 Evo 2 | Lamborghini DGF 5.2 L V10         | GRT Grasser Racing Team   | 63       | Franck Perera         | 4-5, 7-8 |
| Lamborghini  | Lamborghini Huracán GT3 Evo 2 | Lamborghini DGF 5.2 L V10         | GRT Grasser Racing Team   | 63       | Jordan Pepper         | 6        |
| Lamborghini  | Lamborghini Huracán GT3 Evo 2 | Lamborghini DGF 5.2 L V10         | Paul Motorsport           | 71       | Maximilian Paul       | Összes   |
| Lamborghini  | Lamborghini Huracán GT3 Evo 2 | Lamborghini DGF 5.2 L V10         | SSR Performance           | 92       | Mirko Bortolotti      | Összes   |
| Lamborghini  | Lamborghini Huracán GT3 Evo 2 | Lamborghini DGF 5.2 L V10         | SSR Performance           | 94       | Nicki Thiim           | Összes   |
| McLaren      | McLaren 720S GT3 Evo          | McLaren M840T 4.0 L Twin Turbo V8 | Dörr Motorsport           | 25       | Ben Dörr              | Összes   |
| McLaren      | McLaren 720S GT3 Evo          | McLaren M840T 4.0 L Twin Turbo V8 | Dörr Motorsport           | 85       | Clemens Schmid        | Összes   |
| Mercedes-AMG | Mercedes-AMG GT3 Evo          | Mercedes-AMG M159 6.2 L V8        | Mercedes-AMG Team HRT     | 4        | Luca Stolz            | 1-7      |
| Mercedes-AMG | Mercedes-AMG GT3 Evo          | Mercedes-AMG M159 6.2 L V8        | Mercedes-AMG Team HRT     | 4        | Jules Gounon          | 8        |
| Mercedes-AMG | Mercedes-AMG GT3 Evo          | Mercedes-AMG M159 6.2 L V8        | Mercedes-AMG Team HRT     | 36       | Arjun Maini           | Összes   |
| Mercedes-AMG | Mercedes-AMG GT3 Evo          | Mercedes-AMG M159 6.2 L V8        | Mercedes-AMG Team Winward | 22       | Lucas Auer            | Összes   |
| Mercedes-AMG | Mercedes-AMG GT3 Evo          | Mercedes-AMG M159 6.2 L V8        | Mercedes-AMG Team Winward | 130      | Maro Engel            | Összes   |
| Porsche      | Porsche 911 GT3 R (992)       | Porsche M97/80 4.2 L Flat-6       | Manthey Racing            | 90       | Ayhancan Güven        | Összes   |
| Porsche      | Porsche 911 GT3 R (992)       | Porsche M97/80 4.2 L Flat-6       | Manthey Racing            | 91       | Thomas Preining       | Összes   |

## Versenynaptár
| Forduló | Pálya                         | Helyszín                          | Első futam     | Második futam  | Pályarajz |
| ------- | ----------------------------- | --------------------------------- | -------------- | -------------- | --------- |
| 1       | Motorsport Arena Oschersleben | Oschersleben, Szász-Anhalt        | április 27.    | április 28.    |           |
| 2       | Lausitzring                   | Klettwitz, Brandenburg            | május 25.      | május 26.      |           |
| 3       | Circuit Zandvoort             | Zandvoort, Észak-Holland          | június 8.      | június 9.      |           |
| 4       | Norisring                     | Nürnberg, Bajorország             | július 6.      | július 7.      |           |
| 5       | Nürburgring                   | Nürburg, Rajna-vidék-Pfalz        | augusztus 17.  | augusztus 18.  |           |
| 6       | Sachsenring                   | Hohenstein-Ernstthal, Szászország | szeptember 7.  | szeptember 8.  |           |
| 7       | Red Bull Ring                 | Spielberg, Stájerország           | szeptember 28. | szeptember 29. |           |
| 8       | Hockenheimring                | Hockenheim, Baden-Württemberg     | október 19.    | október 20.    |           |

## Eredmények

### Összefoglaló
| Forduló | Forduló | Helyszín                      | Pole-pozíció         | Leggyorsabb kör      | Győztes               | Győztes               | Győztes      | Listavezető          | Előny |
| Forduló | Forduló | Helyszín                      | Pole-pozíció         | Leggyorsabb kör      | Versenyző             | Csapat                | Gyártó       | Listavezető          | Előny |
| ------- | ------- | ----------------------------- | -------------------- | -------------------- | --------------------- | --------------------- | ------------ | -------------------- | ----- |
| 1       | 1       | Motorsport Arena Oschersleben | Jack Aitken          | Ricardo Feller       | Jack Aitken           | Emil Frey Racing      | Ferrari      | Luca Engstler        | 1     |
| 1       | 2       | Motorsport Arena Oschersleben | Mirko Bortolotti     | Maro Engel           | Luca Engstler         | Grasser Racing Team   | Lamborghini  | Luca Engstler        | 1     |
| 2       | 3       | Lausitzring                   | Kelvin van der Linde | Kelvin van der Linde | Kelvin van der Linde  | Abt Sportsline        | Audi         | Kelvin van der Linde | 8     |
| 2       | 4       | Lausitzring                   | Thomas Preining      | Kelvin van der Linde | Thomas Preining       | Manthey EMA           | Porsche      | Kelvin van der Linde | 8     |
| 3       | 5       | Circuit Zandvoort             | Jack Aitken          | Ben Dörr             | Jack Aitken           | Emil Frey Racing      | Ferrari      | Kelvin van der Linde | 8     |
| 3       | 6       | Circuit Zandvoort             | Maximilian Paul      | Nicki Thiim          | Marco Wittmann        | Schubert Motorsport   | BMW          | Kelvin van der Linde | 8     |
| 4       | 7       | Norisring                     | Jack Aitken          | Maximilian Paul      | René Rast             | Schubert Motorsport   | BMW          | Mirko Bortolotti     | 5     |
| 4       | 8       | Norisring                     | Nicki Thiim          | Nicki Thiim          | Nicki Thiim           | SSR Performance       | Lamborghini  | Mirko Bortolotti     | 5     |
| 5       | 9       | Nürburgring                   | Kelvin van der Linde | Kelvin van der Linde | Kelvin van der Linde  | Abt Sportsline        | Audi         | Kelvin van der Linde | 7     |
| 5       | 10      | Nürburgring                   | Maro Engel           | Ayhancan Güven       | Sheldon van der Linde | Schubert Motorsport   | BMW          | Kelvin van der Linde | 7     |
| 6       | 11      | Sachsenring                   | Jack Aitken          | Thierry Vermeulen    | Jack Aitken           | Emil Frey Racing      | Ferrari      | Kelvin van der Linde | 7     |
| 6       | 12      | Sachsenring                   | Thierry Vermeulen    | Thierry Vermeulen    | Luca Stolz            | Mercedes-AMG Team HRT | Mercedes-AMG | Kelvin van der Linde | 7     |
| 7       | 13      | Red Bull Ring                 | Arjun Maini          | Maro Engel           | Mirko Bortolotti      | SSR Performance       | Lamborghini  | Mirko Bortolotti     | 15    |
| 7       | 14      | Red Bull Ring                 | Mirko Bortolotti     | Thomas Preining      | René Rast             | Schubert Motorsport   | BMW          | Mirko Bortolotti     | 15    |
| 8       | 15      | Hockenheimring                | Kelvin van der Linde | Jules Gounon         | Kelvin van der Linde  | Abt Sportsline        | Audi         | Mirko Bortolotti     | 17    |
| 8       | 16      | Hockenheimring                | Mirko Bortolotti     | Luca Engstler        | Luca Engstler         | Grasser Racing Team   | Lamborghini  | Mirko Bortolotti     | 17    |

1. ↑  Thomas Preining érte el a leggyorsabb időt az időmérőn, és megkapta a három bónuszpontot, de hatodikként kezdett egy öthelyes rajtrácsbüntetés miatt. Jack Aitken örökölte meg a pole pozíciót.[14]

### Pontrendszer
Pontot az első tíz helyen célba érő versenyző kapott az alábbi sorrendben:
| Helyezés | 1. | 2. | 3. | 4. | 5. | 6. | 7. | 8. | 9. | 10. | 11. | 12. | 13. | 14. | 15. |
| Pont     | 25 | 20 | 16 | 13 | 11 | 10 | 9  | 8  | 7  | 6   | 5   | 4   | 3   | 2   | 1   |

Továbbá az időmérő első három helyezettje is kapott pontokat:
| Kvalifikációs helyezés | 1. | 2. | 3. |
| Pont                   | 3  | 2  | 1  |

### Versenyzők
(Félkövér: pole-pozíció, dőlt: leggyorsabb kör, a színkódokról részletes információ itt található)
| Helyezés | Versenyző             | OSC | OSC | LAU | LAU | ZAN | ZAN | NOR | NOR | NÜR | NÜR | SAC | SAC | RBR | RBR | HOC | HOC | Pont |
| -------- | --------------------- | --- | --- | --- | --- | --- | --- | --- | --- | --- | --- | --- | --- | --- | --- | --- | --- | ---- |
| 1.       | Mirko Bortolotti      | 2   | 151 | 11  | 43  | 9   | 2   | 53  | 32  | 2   | 9   | 23  | 7   | 1   | 41  | 5   | 21  | 238  |
| 2.       | Kelvin van der Linde  | 12  | 5   | 1   | 2   | 13  | 3   | 6   | 9   | 1   | 4   | 8   | 2   | 8   | 5   | 1   | 12  | 221  |
| 3.       | Maro Engel            | 13  | 2   | 2   | 7   | 11  | 13  | 8   | 23  | 3   | 21  | 3   | 5   | 23  | 8   | 4   | 10  | 203  |
| 4.       | René Rast             | 7   | 7   | Ki  | 6   | 2   | 7   | 1   | 5   | 11  | 17  | 7   | 9   | 9   | 13  | 7   | 3   | 172  |
| 5.       | Thomas Preining       | 10  | 13  | 32  | 1   | 14  | 10  | 14  | 6   | 7   | 7   | 61  | 4   | 12  | 2   | 14  | 4   | 158  |
| 6.       | Sheldon van der Linde | 4   | 6   | 6   | 8   | 6   | 8   | 72  | 14  | 13  | 1   | 9   | 8   | 11  | 6   | 11  | 9   | 142  |
| 7.       | Arjun Maini           | 83  | 4   | 7   | 12  | 3   | 6   | 15  | 4   | 10  | Ki  | 5   | Ki  | 31  | 3   | 8   | 13  | 139  |
| 8.       | Jack Aitken           | 1   | Ki3 | 16  | 14  | 1   | 16  | 91  | 18  | 5   | 13  | 12  | 6   | 14  | 10  | Ki  | 16  | 128  |
| 9.       | Luca Stolz            | 5   | 32  | 10  | Kiz | 10  | 5   | 11  | 7   | 12  | 11  | 4   | 13  | 4   | Ki  |     |     | 127  |
| 10.      | Lucas Auer            | 6   | 11  | 4   | 10  | 5   | Ki  | Ki  | 10  | 43  | 12  | 12  | 12  | 7   | Ki  | 2   | 8   | 116  |
| 11.      | Ricardo Feller        | 3   | 9   | 53  | 32  | 8   | 11  | 13  | 12  | 9   | 82  | Ki  | Ki  | 10  | 12  | 12  | 63  | 115  |
| 12.      | Marco Wittmann        | 18  | 10  | 13  | 9   | 7   | 1   | 12  | 11  | 6   | 3   | 13  | Kiz | Ki  | 11  | 9   | 7   | 110  |
| 13.      | Nicki Thiim           | Ki  | Ki  | 8   | Ki  | 12  | 14  | 4   | 1   | 8   | Ki  | 14  | 10  | 13  | 16  | 10  | 52  | 93   |
| 14.      | Luca Engstler         | 11  | 1   | 14  | 5   | Ki  | 12  | 3   | 19  | 18  | 15  | Ki  | Ki  | 18  | Ki2 | 15  | 1   | 92   |
| 15.      | Thierry Vermeulen     | 9   | Ki  | 17  | 13  | 15  | 43  | 17  | 15  | 16  | 6   | 11  | 31  | Kiz | 13  | 13  | 11  | 71   |
| 16       | Ayhancan Güven        | 14  | 14  | 15  | 11  | Ki  | Ki  | 16  | 8   | 17  | 5   | Kiz | 13  | 5   | 7   | 3   | 19  | 69   |
| 17.      | Franck Perera         |     |     |     |     |     |     | 2   | 13  | 14  | 10  |     |     | 16  | 9   | Ki  | 15  | 39   |
| 18.      | Maximilian Paul       | 17  | Kiz | 12  | Ki  | Ki  | 91  | 10  | Ki  | 15  | 16  | 15  | Ki  | 62  | 14  | 16  | 14  | 38   |
| 19.      | Clemens Schmid        | 15  | 12  | 19  | Ki  | 42  | Ki  | 18  | 17  | 20  | Ni  | Ki  | 11  | 15  | 15  | 17  | 17  | 27   |
| 20.      | Christian Engelhart   | 16  | 8   | 9   | 15  | Ki  | Ki  |     |     |     |     |     |     |     |     |     |     | 15   |
| 21.      | Jules Gounon          |     |     |     |     |     |     |     |     |     |     |     |     |     |     | 6   | Ki  | 10   |
| 22.      | Jordan Pepper         |     |     |     |     |     |     |     |     |     |     | 10  | Ki  |     |     |     |     | 6    |
| 23.      | Ben Dörr              | Ki  | 16  | 18  | 16  | 16  | 15  | Ki  | 16  | 19  | 14  | 16  | Ki  | 17  | 17  | 18  | 18  | 4    |
| Helyezés | Versenyző             | OSC | OSC | LAU | LAU | ZAN | ZAN | NOR | NOR | NÜR | NÜR | SAC | SAC | RBR | RBR | HOC | HOC | Pont |

### Csapatok
Egy csapat számára legfeljebb 2 versenyző szerezhet pontokat. Az időmérőn megszerezhető pontok nem számítanak bele az értékelésbe.
| Helyezés | Csapat                  | Pont |
| -------- | ----------------------- | ---- |
| 1        | Schubert Motorsport     | 361  |
| 2        | Abt Sportsline          | 326  |
| 3        | Winward Racing          | 316  |
| 4        | SSR Performance         | 312  |
| 5        | Mercedes-AMG Team HRT   | 272  |
| 6        | Manthey EMA             | 226  |
| 7        | Emil Frey Racing        | 193  |
| 8        | GRT Grasser Racing Team | 155  |
| 9        | Dörr Motorsport         | 39   |
| 10       | Paul Motorsport         | 37   |

### Gyártók
Csak azok a pontok számítanak a gyártók bajnokságába, amelyeket egy gyártó első két versenyzője szerzett a versenyeken.
| Helyezés | Gyártó       | Pont |
| -------- | ------------ | ---- |
| 1        | Mercedes-AMG | 434  |
| 2        | Lamborghini  | 424  |
| 3        | BMW          | 382  |
| 4        | Audi         | 350  |
| 5        | Porsche      | 264  |
| 6        | Ferrari      | 237  |
| 7        | McLaren      | 97   |